# 外沟门乡
外沟门乡，是中华人民共和国河北省承德市丰宁满族自治县下辖的一个乡镇级行政单位。

## 行政区划
外沟门乡下辖以下地区：
外沟门村、曹窝铺村、青石砬村、骡子沟村、大营子村和大河西村。